# Nova (réseau de radios)
Pour les articles homonymes, voir Nova (homonymie).
Nova est un groupe de stations de radio australiennes diffusant à Sydney, Melbourne, Perth, Adélaïde et Brisbane.